# 真北
真北是導航上提到北極與領航員相對的位置的名詞。 
真北是與磁北（磁場的北極）和方格北（地圖投影上坐標線指示的北方）比較之後得到的。
在天空中，真北由天球的北極來標示。在多數實用目的場合中，北極星就是真北的位置。可是，由於地球自轉軸的進動，真北以大約25,800年的週期在天球上劃出一個完整的圓弧。2002年是北極星最靠近北極的一年，而在2,000年前，最靠近北極的恆星是右樞（天龍座α星）。
美國地質調查局和美國陸軍編輯的地圖上使用一個星號標示真北的位置，英國地形測量局製作的地圖會以圖示標示出真北、磁北和方格北的偏差值。

## 資料來源
1. ↑  . 美國地質調查局.   [2021-05-28]. （原始内容存档于2021-10-28）.